# Eduard Schacht
Eduard Schacht (* 15. August 1864 in Wandsbek; † 6. November 1893 in Hannover) war ein deutscher Theater-Schauspieler und -Stücke-Schreiber.

## Leben
Eduard Schacht wandte sich als 20-Jähriger der Bühne zu und bildete sich autodidaktisch fort. Er war Mitglied der Genossenschaft Deutscher Bühnen-Angehöriger mit der Mitglieds-Nummer 8562. Ab 1884 spielte er insbesondere Rollen als jugendlicher Held und Liebhaber und trat auf Bühnen in Heidelberg und Straßburg auf, am Thalia Theater in Hamburg sowie in Posen und Königsberg. Ab 1891 spielte er am Königlichen Theater in Hannover. Hinzu kamen Gastspiele an den Theatern anderer Städte.
Schacht war verheiratet mit der Schauspielerin Mathilde Schacht, geborene Quendt († 1941), mit der er mehrere Kinder hatte. Als er im Alter von nur 29 Lebensjahren in Hannover starb, hinterließ er eine Witwe und unmündige Halbwaisen, darunter seinen Sohn Roland Schacht und seinen nur wenige Wochen alten Sohn Walter Schacht.
Das Archiv der Akademie der Künste hält einen Teil des Nachlasses von Eduard und seinem Sohn Roland Schacht vor.

## Werke
Schacht verfasste folgende bereits zu Lebzeiten mit Erfolg aufgeführte Bühnenstücke:
- Gefährliche Mädchen (Lustspiel; 1888)
- Die Tante auf Reisen (Lustspiel; 1889)
- Die Grafenkrone (Lustspiel; 1891)
- Todesangst. (Schwank; 1892)
- Eingeschneit. (Lustspiel; 1893)
- Weiße Sklaven. (Schauspiel; 1893)